# Afters
Afters is het derde album van de Britse progressieve-rockband Hatfield and the North. Het is ook het laatste album van de band. Op het album staan nummers van hun eerste twee albums, de single die ze uitgebracht hadden en drie live-opnamen.

## Tracklist
1. Lets Eat (Real Soon) (Sinclair/Pyle) - 3:14
A-kant van de single
2. Fitter Stoke Has a Bath (Pyle) - 4:33
B-kant van de single, wijkt af van de versie op The Rotters' Club.
3. Mumps, bijgewerkte versie (Stewart) - 8:14
van The Rotters' Club
4. Share It (Sinclair/Pyle) - 3:02
van The Rotters' Club
5. Lounging There Trying (Miller) - 3:15
van The Rotters' Club
6. The Stubbs Effect (Pyle) - 0:23
van Hatfield and the North
7. Big Jobs (Poo Poo Extract) (Sinclair) - 0:45
van Hatfield and the North
8. Going up to People and Tinkling (Stewart) - 2:17
van Hatfield and the North
9. Calyx (Miller) - 2:46
van Hatfield and the North
10. (Big) John Wayne Socks Psychology on the Jaw (Stewart) - 0:43
van The Rotters' Club
11. Chaos at the Greasy Spoon, bijgewerkte versie (Sinclair/Pyle) - 0:23
van The Rotters' Club
12. Halfway Between Heaven and Earth (Sinclair) - 6:08
Liveopname in het Rainbow Theatre, Londen, 16 maart 1975
13. Oh, Len's Nature! (Miller) - 2:00
Liveopname in Lyon en Toulouse, Frankrijk, 8 en 11 februari 1975
14. Lything and Gracing (Miller) - 3:48
Liveopname in Rijsel, Frankrijk, 9 juni 1974
15. Prenut (Stewart) - 3:55
van The Rotters' Club
16. Your Majesty Is Like a Cream Donut (Loud) (Stewart) - 1:37
van The Rotters' Club

## Bezetting
- Richard Sinclair (bas, zang)
- Phil Miller (gitaar)
- Pip Pyle (drums)
- Dave Stewart (orgel, piano en toongenerator)

Gastoptredens:
- The Northettes (Barbara Gaskin, Amanda Parsons en Ann Rosenthal) - achtergrondzang
- Robert Wyatt
- Jimmy Hastings
- Mont Campbell
- Lindsay Cooper
- Tim Hodgkinson